# ستيف سوزا
ستيف سوزا (بالإنجليزية: Steve Souza)‏ هو مغني أمريكي، ولد في 24 مارس 1964 في الولايات المتحدة.

## وصلات خارجية
- ستيف سوزا على موقع IMDb (الإنجليزية)
- ستيف سوزا على موقع روتن توميتوز (الإنجليزية)
- ستيف سوزا على موقع ميوزك برينز (الإنجليزية)
- ستيف سوزا على موقع أول ميوزيك (الإنجليزية)
- ستيف سوزا على موقع ديسكوغز (الإنجليزية)